# Línea 444 (Interurbanos Madrid)
La línea 444 de la red de autobuses interurbanos de Madrid une el intercambiador de Plaza Elíptica con el Sector III de Getafe.

## Características
Esta línea une Madrid con el Sector III de Getafe, estableciendo su cabecera en la calle Islas Canarias.
Desde su creación hasta el 19 de enero de 2008, la línea iniciaba recorrido en Embajadores junto a la línea 443, cuando se trasladó su cabecera al nuevo intercambiador de Plaza Elíptica.
La línea no mantiene los mismos horarios todo el año, desde el 1 al 31 de agosto se reducen el número de expediciones, además de los días excepcionales vísperas de festivo y festivos de Navidad en los que los horarios también cambian y se reducen.
Está operada por la empresa Avanza Movilidad Integral mediante la concesión administrativa VCM-402 - Madrid – Getafe – Alcorcón (Viajeros Comunidad de Madrid) del Consorcio Regional de Transportes de Madrid.

## Horarios
| Lunes a viernes laborables (1 de septiembre - 31 de julio) |
| A 6:05 - 6:20                                              |
| De 6:35 a 21:03 cada 10-11 minutos                         |
| De 21:15 a 23:45 cada 15 minutos                           |
| Lunes a viernes laborables (Agosto)                        |
| De 6:05 a 23ː10 cada 14-16 minutos                         |
| A 23ː30 - 23ː50                                            |
| Sábados laborables (1 de septiembre - 31 de julio)         |
| A 6:25                                                     |
| De 6:43 a 11:28 cada 15 minutos                            |
| De 11:44 a 19:12 cada 16 minutos                           |
| De 19:31 a 21:25 cada 19 minutos                           |
| De 21:45 a 23:45 cada 20 minutos                           |
| Sábados laborables (Agosto)                                |
| A 6:25 - 6:45 - 7:05                                       |
| De 7:24 a 13:00 cada 16 minutos                            |
| De 13:20 a 23:20 cada 20 minutos                           |
| A 23:50                                                    |
| Domingos y festivos (1 de septiembre - 31 de julio)        |
| De 6:58 a 11:28 cada 15 minutos                            |
| De 11:44 a 19:12 cada 16 minutos                           |
| De 19:31 a 21:25 cada 19 minutos                           |
| De 21:45 a 23:45 cada 20 minutos                           |
| Domingos y festivos (Agosto)                               |
| A 6:45 - 7:05                                              |
| De 7:24 a 13:00 cada 16 minutos                            |
| De 13:20 a 23:20 cada 20 minutos                           |
| A 23:50                                                    |

| Lunes a viernes laborables (1 de septiembre - 31 de julio) |
| De 5:35 a 20:24 cada 10-11 minutos                         |
| De 20:37 a 22:45 cada 13-15 minutos                        |
| A 23:10                                                    |
| Lunes a viernes laborables (Agosto)                        |
| De 5:35 a 22:00 cada 12-15 minutos                         |
| De 22:00 a 23:20 cada 20 minutos                           |
| Sábados laborables (1 de septiembre - 31 de julio)         |
| De 5:50 a 10:50 cada 15 minutos                            |
| De 11:06 a 18:34 cada 16 minutos                           |
| De 18:53 a 21:25 cada 19 minutos                           |
| A 21:45 - 22:05 - 22:25 - 22:50 - 23:10                    |
| Sábados laborables (Agosto)                                |
| A 5:50 - 6:10                                              |
| De 6:30 a 12:20 cada 14-18 minutos                         |
| De 12:40 a 22:20 cada 20 minutos                           |
| A 22:45                                                    |
| Domingos y festivos (1 de septiembre - 31 de julio)        |
| De 6:20 a 10:50 cada 15 minutos                            |
| De 11:06 a 18:34 cada 16 minutos                           |
| De 18:53 a 21:25 cada 19 minutos                           |
| A 21:45 - 22:05 - 22:25 - 22:50 - 23:10                    |
| Domingos y festivos (Agosto)                               |
| A 6:10                                                     |
| De 6:30 a 12:20 cada 14-18 minutos                         |
| De 12:40 a 22:20 cada 20 minutos                           |
| A 22:45 - 23:15                                            |

## Recorrido y paradas

### Sentido Getafe
| Código | Parada                                        | Común con                                 | Conexiones con Metro | Municipio | Zona |
| ------ | --------------------------------------------- | ----------------------------------------- | -------------------- | --------- | ---- |
| 17042  | Intercambiador de Plaza Elíptica (dársena 15) |                                           | Plaza Elíptica       | Madrid    |      |
| 05349  | Tanatorio Sur                                 | SE702 441 442 443 446 460 461 463 464 469 |                      | Madrid    |      |
| 07641  | Ctra. A42 - Pol. Ind. Prado Overa             | 441 442 443 446 460 461 463 464 469 470   |                      | Madrid    |      |
| 09544  | Glorieta A42 - Hospital de Getafe             | 428 447 448 450 455 4                     |                      | Getafe    |      |
| 08240  | Estudiantes - Leganés                         |                                           |                      | Getafe    |      |
| 08236  | Av. Reyes Católicos - Perdiz                  |                                           |                      | Getafe    |      |
| 08231  | Av. Reyes Católicos - Faisán                  |                                           |                      | Getafe    |      |
| 08230  | Av. Reyes Católicos - Velázquez               |                                           |                      | Getafe    |      |
| 17895  | Ferrocarril - Est. Antonio de Mendoza         | 441 1 7                                   | Alonso de Mendoza    | Getafe    |      |
| 17901  | Ferrocarril - Centro de Salud                 | 441 1                                     |                      | Getafe    |      |
| 08255  | Av. Juan Carlos I - Centro Salud Mental       | 441 1 2                                   |                      | Getafe    |      |
| 08257  | Av. Juan Carlos I - C. C. Getafe 3            | 441 1 2                                   |                      | Getafe    |      |
| 08270  | Av. Arcas del Agua - C. C. Getafe 3           | 1 5                                       |                      | Getafe    |      |
| 08269  | Av. Arcas del Agua - Est. Conservatorio       | 1 5                                       | Conservatorio        | Getafe    |      |
| 08267  | Av. Arcas del Agua - Colegio                  | 1 5                                       |                      | Getafe    |      |
| 08264  | Av. Juan Carlos I - Policía Local             | 1 5                                       |                      | Getafe    |      |
| 08302  | Av. Juan Carlos I - Pza. Príncipe de Asturias | 1 5                                       |                      | Getafe    |      |
| 12902  | Av. Libertad - Pinilla                        | 455 462                                   |                      | Getafe    |      |
| 08122  | Av. Libertad - Pza. Comunidades               |                                           |                      | Getafe    |      |
| 12465  | Islas Salomón - Islas Antípodas               |                                           |                      | Getafe    |      |
| 12467  | Islas Canarias - Islas Baleares               |                                           |                      | Getafe    |      |
| 12469  | Islas Canarias - Islas Reunión                |                                           |                      | Getafe    |      |
| 12471  | Islas Canarias - Est. Arroyo Culebro          |                                           | Arroyo Culebro       | Getafe    |      |
| 15856  | Islas Canarias - Islas Kuriles                |                                           |                      | Getafe    |      |
| 15858  | Islas Canarias - Isla Orchila                 |                                           |                      | Getafe    |      |
| 15861  | Islas Canarias - Residencia                   |                                           |                      | Getafe    |      |

### Sentido Madrid
| Código | Parada                                        | Común con                               | Conexiones con Metro | Municipio | Zona |
| ------ | --------------------------------------------- | --------------------------------------- | -------------------- | --------- | ---- |
| 15860  | Islas Canarias - Residencia                   |                                         |                      | Getafe    |      |
| 15859  | Islas Canarias - Isla Orchila                 |                                         |                      | Getafe    |      |
| 15857  | Islas Canarias - Isla Samoa                   |                                         |                      | Getafe    |      |
| 12472  | Islas Canarias - Est. Arroyo Culebro          |                                         | Arroyo Culebro       | Getafe    |      |
| 12470  | Islas Canarias - Islas Guaitecas              |                                         |                      | Getafe    |      |
| 12468  | Islas Canarias - Islas Carolinas              |                                         |                      | Getafe    |      |
| 12466  | Islas Salomón - Islas Canarias                |                                         |                      | Getafe    |      |
| 08300  | Av. Libertad - Pza. Comunidades               |                                         |                      | Getafe    |      |
| 08271  | Av. Juan Carlos I - Sirio                     |                                         |                      | Getafe    |      |
| 08265  | Av. Arcas del Agua - Av. Juan Carlos I        | 1 5                                     |                      | Getafe    |      |
| 08266  | Av. Arcas del Agua - Colegio                  | 1 5                                     |                      | Getafe    |      |
| 08268  | Av. Arcas del Agua - Est. Conservatorio       | 1 5                                     | Conservatorio        | Getafe    |      |
| 08258  | Av. Juan Carlos I - C. C. Getafe 3            | 441 1 2                                 |                      | Getafe    |      |
| 08256  | Av. Juan Carlos I - Centro Salud Mental       | 441 1 2                                 |                      | Getafe    |      |
| 08229  | Av. Reyes Católicos - Velázquez               | 455 2                                   | Alonso de Mendoza    | Getafe    |      |
| 08232  | Av. Reyes Católicos - Faisán                  | 455 2                                   |                      | Getafe    |      |
| 08237  | Av. Reyes Católicos - Rufino Castro           | 455 2                                   |                      | Getafe    |      |
| 09546  | Ctra. A42 - Hospital de Getafe                | 460 463 464 VAC-023 4                   |                      | Getafe    |      |
| 08223  | Ctra. A42 - Las Terradas                      | 455 4                                   |                      | Getafe    |      |
| 07640  | Ctra. A42 - Pol. Ind. Prado Overa             | 441 442 443 446 460 461 463 464 469 470 |                      | Madrid    |      |
| 05687  | Avenida de los Poblados - Carretera Toledo    | 155 441 442 443 446 460 461 463 464 469 |                      | Madrid    |      |
| 17042  | Intercambiador de Plaza Elíptica (dársena 15) |                                         | Plaza Elíptica       | Madrid    |      |